# هنک تیمر
هنک تیمر (هلندی: Henk Timmer؛ زادهٔ ۳ دسامبر ۱۹۷۱) یک بازیکن فوتبال اهل هلند است.

## تیم ملی
وی همچنین در تیم ملی فوتبال هلند بازی کرده‌است.